# Welsh Cup 1898-99
Welsh Cup 1898–99 var den 22. udgave af Welsh Cup, og turneringen havde deltagelse af 31 hold. Finalen, der for anden sæson i træk stod mellem Druids FC og Wrexham AFC, blev spillet den 3. eller 11. april 1899 på Hand Field i Chirk og endte 2-2. I omkampen den 15. april 1899 samme sted vandt Druids med 1-0 og sikrede sig dermed sin syvende triumf i Welsh Cup. Klubbens seks første Welsh Cup-titler blev vundet i sæsonerne 1879-80, 1880-81, 1881-82, 1884-85, 1885-86 og 1897-98.

## Resultater
Den forrige sæsons semifinalister, Druids FC, Newtown AFC, Oswestry United FC og Wrexham AFC, trådte først ind i turneringen i kvartfinalerne, mens de øvrige 27 klubber i første til tredje runde spillede om de sidste fire pladser i kvartfinalerne.

### Første runde
| Dato | Kamp                                   | Res.  |
| ---- | -------------------------------------- | ----- |
|      | Barry Dock FC – Builth FC              | 4–1   |
|      | Blaina Town FC – Aberdare FC           | 1–7   |
|      | Chirk AAA FC – Rhos Eagle Wanderers FC | 7–0   |
|      | Holywell FC – Carnarvon Ironopolis FC  | 0–3   |
|      | Ironbridge FC – Knighton FC            | 6–2   |
|      | Newport FC – Aberystwyth Town FC       | 1–0   |
|      | Oswestry United FC – Llanidloes FC     | 13–00 |
|      | Portmadoc FC – Bangor FC               | 2–5   |
|      | Rhyl United FC – Llandudno Swifts FC   | 3–2   |
|      | Rogerstone FC – Rhayader FC            | w.o.  |
|      | Wem FC – Welshpool United FC           | 3–1   |

### Anden runde
| Dato | Kamp                                         | Res. |
| ---- | -------------------------------------------- | ---- |
|      | Bangor FC – Carnarvon Ironopolis FC          | 3–1  |
|      | Barry Dock FC – Aberdare FC                  | 3–2  |
|      | Brecon FC – Rogerstone FC                    | w.o. |
|      | Caergwrle Wanderers FC – Buckley Victoria FC | 1–2  |
|      | Mold Town FC – Chirk AAA FC                  | 0–5  |
|      | Newport FC – Wem FC                          | w.o. |
|      | Oswestry United FC – Ironbridge FC           | 6–1  |
|      | Rhyl United FC – Flint FC                    | 2–0  |

### Tredje runde
| Dato | Kamp                               | Res.   |
| ---- | ---------------------------------- | ------ |
|      | Bangor FC – Rhyl United FC         | [0]1–1 |
|      | Barry Dock FC – Rogerstone FC      | 2–1    |
|      | Buckley Victoria FC – Chirk AAA FC | 1–2    |
|      | Newport FC – Oswestry United FC    | 1–4    |

### Kvartfinaler
Kvartfinalerne havde deltagelse af de fire hold, der gik videre fra tredje runde, samt forrige sæsons fire semifinalister, Druids FC, Newtown AFC, Oswestry United FC og Wrexham AFC, der først trådte ind i turneringen i kvartfinalerne.
| Dato   | Kamp                              | Res.   |
| ------ | --------------------------------- | ------ |
|        | Druids FC – Bangor FC             | 5–2    |
|        | Newtown AFC – Wellington Town FC  | w.o.   |
|        | Oswestry United FC – Chirk AAA FC | 2–2    |
|        | Wrexham AFC – Barry Dock FC       | 7–1    |
| Omkamp |                                   |        |
|        | Chirk AAA FC – Oswestry United FC | [0]2–1 |

### Semifinaler
Semifinalerne blev spillet på neutral bane.
| Dato  | Kamp                       | Res. | Spillested              |
| ----- | -------------------------- | ---- | ----------------------- |
| 25.2. | Wrexham AFC – Chirk AAA FC | 1–0  | Wynnstay Park, Ruabon   |
| 11.3. | Druids FC – Newtown AFC    | 4–0  | Cricket Field, Oswestry |

### Finale
| Dato   | Kamp                    | Res. | Tilskuere | Spillested        |
| ------ | ----------------------- | ---- | --------- | ----------------- |
| [ 1 ]  | Wrexham AFC – Druids FC | 2–2  | 4.000     | Hand Field, Chirk |
| Omkamp |                         |      |           |                   |
| 15.4.  | Wrexham AFC – Druids FC | 0–1  | 3.500     | Hand Field, Chirk |